# EyeOS
Az eyeOS egy nyílt forrású (GPL) webes operációs rendszer. Egy alapértelmezett asztalt nyújt egy néhány alapalkalmazással és az új alkalmazások fejlesztésére a lehetőséget, az eyeOS Toolkit, IDE, által, ami a ports-alapú eyeSoft rendszeren keresztül telepíthető, s lehetővé teszi mindenki számára, hogy létrehozza a maga tárházát az eyeOS-nek, és hogy kiadják az eyeOS alkalmazásaikat automatikusan a felhasználóknak. Az ötlet az eyeOS mögött az, hogy lehetővé tegyen egy teljes operációs rendszert, web alapokon, ami mindenhonnan elérhető egy internetképes eszközzel.

## Felhasználási területek
- iskolákban, oktatásban: a tanár feltesz egy fájlt (szöveges, bemutató stb.) az eyeOS hozzáférésére otthon, az iskolában pedig megtartja az előadást, elegendő egy internetkapcsolat és egy webböngésző, nincsen szükség pendrive-ra, vagy egyéb adathordozóra. Más lehetőség: az iskolában elkezd egy munkát, otthon pedig onnan folytathatja, ahol elkezdte
- munkahelyen: felhasználása hasonló lehet, mint az iskolánál

## Története
Az eyeOS 0.6.0 (első elérhető verzió) kiadása: 2005. augusztus 1.
Két év múlva, az eyeOS Team kiadta az eyeOS 1.0-t (2007. június 4.). Az eyeOS 1.0 bevezetett néhány új web-technológiát, mint például az eyeSoft, egy ports-alapú web szoftver telepítési rendszer (mint az APT a Debian alapú Linux disztibúcióknál), és az eyeOS Toolkitet, az egyszerű alkalmazásfejlesztés érdekében.
2007. július 2-án megjelent az eyeOS 1.1 és megváltoztatta a licencét GNU GPL Version 2-ről Version 3-re. Jelölve lett a SourceForge Community Choice Award for Best Project címre.
Az 1.2-es verzió egy pár hónappal az 1.1-es verzió megjelenése után jött ki. Az operációs rendszer mostantól képes volt Microsoft Word fájlok írására és olvasására.
A mostani verzió, az eyeOS 1.5 Gala, 2008. január 15-én jelent meg. Ez az első verzió, ami támogatja mind a Microsoft Office, mind az OpenOffice.org fájl formátumokat dokumentumokra, munkafüzetekre és bemutatókra. Továbbá képes mindkét formátumba importálni és exportálni a szerver-oldali szkriptezésnek köszönhetően.

## Struktúra
Az eyeOS nagyrészt PHP kódból áll. Minden egyes „mag” része az asztal saját alkalmazása, javascriptet használva, hogy szerver-parancsokat küldjön, amikor a felhasználó tesz valamit, egy igazi operációs rendszerhez hasonlóvá téve azt. Ahogy események történnek (mint például egy alkalmazás elindítása), AJAX segítségével információkat küld az eseményről a szervernek, akkor a szerver visszaküldi a tennivalókat a kliensnek XML formátumban, mint például egy kisalkalmazás megrajzolása.

## Alap alkalmazások
- editLink - Eszköz a rendszer-linkek módosítására
- eyeCalc - Kisalkalmazás, alap számológép
- eyeCalendar - naptár alkalmazás
- eyeChess - sakk
- eyeContacts - kapcsolat szervező alkalmazás
- eyeDocs - szövegszerkesztő, ami lehetővé teszi Word-kompatibilis fájlok mentését
- eyeFiles - fájlkezelő eszköz; több beépülőt tartalmaz a fájlok kezelésére, mint például feltöltés, letöltés, zip-ként való letöltés, másolás, beillesztés…
- eyeGroups - eszköz felhasználói csoportok kezelésére
- eyeInstaller - alkalmazás eyePackages, különálló csomagok installálására, a rendszer számára
- eyeMessages - belső üzenetküldés
- eyeMp3 - Mp3 lejátszó
- eyeNav - beépített webböngésző
- eyeNotes - szövegszerkesztő
- eyeProcess - feladatkezelő alkalmazás
- eyeRSS - feed olvasó
- eyeSoft - Ports-alapú rendszer, ami alapból a hivatalos eyeOS tárházzal jön
- eyeTrash - lomtár
- eyeZip - eszköz zip fájlok kitömörítésre, amik a rendszerre fel lettek töltve

## Lásd még
- Web portál
- Web asztal

## Külső hivatkozások
- az eyeOS hivatalos honlapja
- hivatalos, ingyenes eyeOS szerver
- eyeOS blog